# Бопард
Бопард (њем. Boppard) град је у њемачкој савезној држави Рајна-Палатинат. Једно је од 134 општинска средишта округа Рајн-Хунсрик. Према процјени из 2010. у граду је живјело 15.921 становника. Посједује регионалну шифру (AGS) 7140501.

## Географски и демографски подаци
Бопард се налази у савезној држави Рајна-Палатинат у округу Рајн-Хунсрик. Град се налази на надморској висини од 74 метра. Површина општине износи 75,1 km². У самом граду је, према процјени из 2010. године, живјело 15.921 становника. Просјечна густина становништва износи 212 становника/km².

## Међународна сарадња
| Мјесто    | Држава               | Врста сарадње | Од    |
| --------- | -------------------- | ------------- | ----- |
| Труро     | Уједињено Краљевство | партнерство   | 1991. |
| Амбоаз    | Француска            | партнерство   | 1985. |
| Ридеркерк | Холандија            | контакт       | 1983. |
| Оме       | Јапан                | партнерство   | 1965. |
| Кестхељ   | Мађарска             | контакт       | 1990. |
| Извор     |                      |               |       |